# Bancs-Fanals

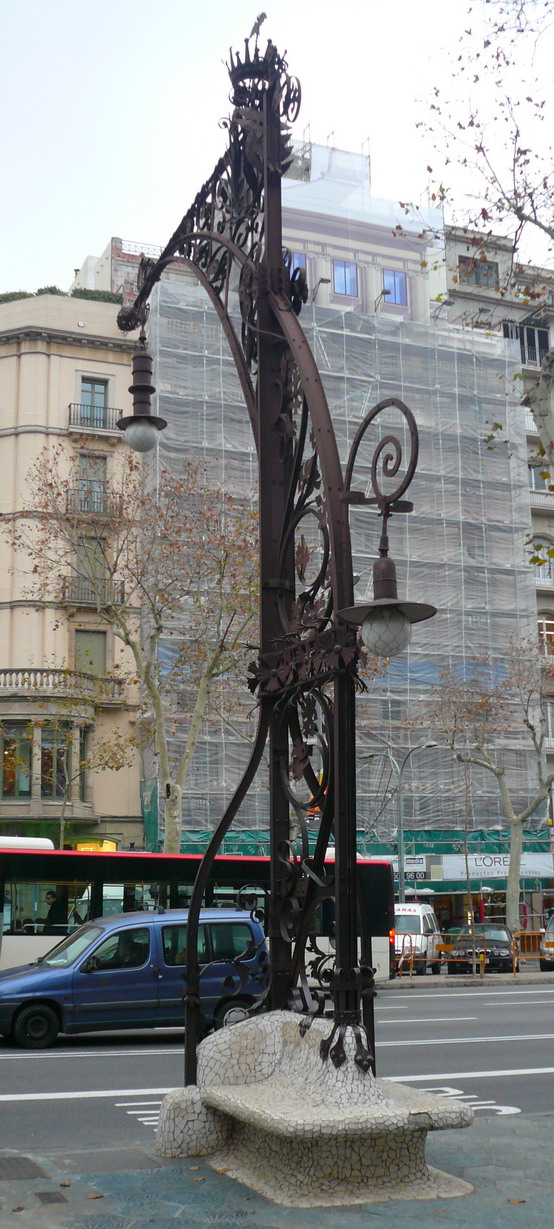
Banc-fanal

I Bancs-Fanals sono delle panchine-lampioni che si trovano lungo il Passeig de Gràcia di Barcellona.
Realizzati nel 1906 dall'allora architetto comunale Pere Falqués i Urpí, sono alcuni dei suoi lavori più conosciuti, anche se a volte sono stati attribuiti all'architetto modernista Antoni Gaudí.
Le panchine che costituiscono i Bancs-Fanals del Passeig de Gràcia sono trentadue, tutte costruite con il classico trencadís del modernismo catalano, e al di sopra di queste si innalzano dei lampioni in ferro battuto con il caratteristico coup de fouet.